# It's a Great Life (film, 1920)
Pour les articles homonymes, voir It's a Great Life.
Pour plus de détails, voir Fiche technique et Distribution.
It's a Great Life est un film américain réalisé par E. Mason Hopper et sorti en 1920.

## Fiche technique
- Autre titre : The Empire Builders
- Réalisation : E. Mason Hopper
- Scénario : Edward T. Lowe Jr. d'après Empire Builders de Mary Roberts Rinehart
- Production :  Eminent Authors Pictures Inc.
- Image : John J. Mescall
- Date de sortie : 29 août 1920

## Distribution
- Cullen Landis : Stoddard
- Molly Malone : Eloise Randall
- Clara Horton : Lucille Graham
- Howard Ralston : The Wop
- Otto Hoffman : Professeur Mozier
- Thomas Persse : Professeur Randall
- Ralph Bushman : Big Graham
- E.J. Mack : Small
- John Lynch : Watchman
- Molly Malone